# Melanodrymia aurantiaca
Melanodrymia aurantiaca is een slakkensoort uit de familie van de Melanodrymiidae. De wetenschappelijke naam van de soort is voor het eerst geldig gepubliceerd in 1984 door Hickman.